# Justify My Love
Singles de Madonna
Hanky Panky
(1990) Rescue Me
(1991)
Pistes de The Immaculate Collection
Vogue
(15) Rescue Me
(17)
Justify My Love est une chanson de Madonna. Ce fut le premier single issu de la compilation The Immaculate Collection sorti en 1990 et produit en grande partie par le chanteur Lenny Kravitz. La chanson devint le neuvième single de la chanteuse à se classer no 1 aux États-Unis.

## Informations sur le titre
Justify My Love a été écrit par Lenny Kravitz, Ingrid Chavez et Madonna. Kravitz a écrit la chanson pour Madonna sur base d'un poème écrit par Chavez, la protégée de Prince, il y a ajouté le titre et le refrain. Madonna n'y a contribué que pour quelques lignes. Chavez, qui n'avait pas été créditée pour la chanson, a poursuivi Kravitz en justice en 1992. À la suite d'un arrangement à l'amiable en médiation, elle obtient les droits pour avoir coécrit la chanson.
Le producteur/chanteur Kravitz a utilisé un sample de l'introduction instrumentale de Security of the First World par Public Enemy (album It Takes a Nation of Millions to Hold Us Back) et l'utilise comme base du titre. Le genre unique de la chanson vient du fait que la voix de Madonna est parlée, presque murmurée. Ce style fut le prélude à l'album Erotica qui viendra en 1992, où les paroles sont très souvent parlées plutôt que chantées (Secret Garden, Bye Bye Baby, Erotica ou encore Waiting).
Les éléments sonores sont assez simples : un air de batterie se répète en boucle ainsi qu'une séquence de quatre mesures tout le long de la chanson. Le mélange de la musique et la voix de Madonna créent une atmosphère hypnotique. 
Le titre est un point pivot de la carrière de la chanteuse passant du son disco-pop au style plus en phase avec le hip hop et la musique électronique des années 1990. Un des remixes du single sera d'ailleurs la première collaboration avec William Orbit, le futur producteur de l'album Ray of Light.
Kravitz n'est pas seulement producteur et parolier, il participe également aux chœurs. A la sortie du single, la presse relaie la rumeur selon laquelle ils auraient eu une relation amoureuse, démentie par l'intéressé.

## Clip vidéo
Single classé no 1, Justify My Love est resté célèbre pour son clip vidéo très controversé, réalisé par le photographe français Jean-Baptiste Mondino.
La vidéo en noir et blanc montre des personnes de diverses orientations sexuelles. Madonna erre dans un couloir de l'Hôtel Royal Monceau à Paris. Semblant perdue, elle dévoile sa lingerie à un inconnu (joué par son petit ami à l'époque, l'acteur Tony Ward). S'ensuivent des plans semblant volés qui mettent en scène des occupants de différentes chambres pratiquant le sado-masochisme et le voyeurisme. Après avoir manifestement vécu de nouvelles expériences sexuelles, la jeune femme sort de l'immeuble en courant, d'un air amusé pour finir sur un fondu noir qui laisse apparaitre le message "Poor is the man whose pleasures depend on the permission of another" (traduction:  Malheureux est celui dont le plaisir dépend de la permission d'autrui).
- Réalisateur : Jean-Baptiste Mondino
- Producteur : Philippe Dupuis-Mendel
- Directeur de la photographie : Pascal Lebegue
- Compagnie productrice : Bandits (coproduction avec Propaganda Films)

## La polémique
La vidéo fut la première œuvre audiovisuelle bannie de la chaîne MTV. La chaîne ABC diffuse la vidéo entièrement vers minuit lors de l'émission Nightlife dans laquelle Madonna défend également ses positions et explique son point de vue sur le clip disant qu'il avait été fait dans un but éducatif. L'interdiction de diffusion fut une aubaine pour la chanteuse. Le titre ne pouvant être diffusé à une heure de grande écoute, Warner et Madonna décident de produire une cassette vidéo (avec un avertissement) qui bat les records de ventes de VHS. Lors d'une interview donnée à Forrest Sawyer qui lui demandait ce qu'elle pensait du profit fait de cette censure, elle répondra « hé bien, j'ai de la chance ».
La vidéo a aussi été bannie des rotations sur MuchMusic au Canada, si bien que la controverse a amené la chaîne à produire une nouvelle série intitulée Too Much 4 Much, où sont jouées les vidéos accompagnées d'un forum et d'un groupe de discussion sur leur contexte artistique et culturel. À la mi-2002, la vidéo est diffusée sur MTV2, dans une émission spéciale montrant les vidéos les plus controversées qui ont été diffusées sur MTV, ce classement a été montré tard dans la nuit, classé numéro deux devant Smack My Bitch Up de The Prodigy. En France, le clip entier aussi suscite la polémique et est interdit de diffusion avant 22h dès sa sortie en 1990 à la télévision par le Conseil supérieur de l'audiovisuel. Depuis cette date, le clip ne fut plus totalement diffusé, que ce soit en journée ou dans la nuit jusqu'en 2007 où il fut rediffusé lors de soirées spéciales consacrées à Madonna avec la signalétique déconseillé aux moins de 10 ans ou 12 ans, ou même 16 ans sur certaines chaînes, après 23h30/minuit tandis que RFM TV le diffuse en journée sans signalétique.

## Versions
1. Q-Sound Edit 4:32
2. Q-Sound Mix 4:56
3. Orbit Edit 4:32
4. Orbit 12" Mix 7:17
5. Hip Hop Mix 6:33
6. The Beast Within Mix 6:13

## The Beast Within
The Beast Within est un remix de la chanson "Justify My Love". Le remix n'utilise que le refrain et certaines paroles de la chanson, les couplets sont des phrases prises de l'Apocalypse de la Bible. La chanson attira d'abord l'attention des médias en 1991 quand le Simon Wiesenthal Center accusèrent la chanson de contenir des paroles antisémites. Madonna a démenti les accusations, expliquant que la chanson parle d'amour et non pas de haine.
Version très appréciée des fans, elle fut seulement disponible sur certains vinyles et cd singles de Justify My Love, avec une pochette de couleur bleu pâle. En 1992, lors du Girlie show, la chanson est réutilisée une première fois avec une musique plus puissante qui sert d'interlude. En 2004, Stuart Price retravaille la chanson plus sobrement afin d'illustrer une vidéo de Steven Klein en ouverture du Re-Invention Tour.
La chanson contient également un sample de "El Yom Ollika" par la chanteuse libanaise « Fairuz (فيروز) ». Ce même sample utilisé pour la chanson "Erotica" fera d'ailleurs l'objet d'une poursuite judiciaire par l'artiste.

## Classements
| Pays                     | Meilleure position | Ventes | Certification |
| ------------------------ | ------------------ | ------ | ------------- |
| Australie                | 4                  |        |               |
| Autriche                 | 9                  |        |               |
| Canada                   | 2                  | 50 000 | Or            |
| France                   | 17                 |        |               |
| Allemagne                | 10                 |        |               |
| Japon                    | 2                  |        |               |
| Brésil                   | 1                  |        |               |
| Italie                   | 3                  |        |               |
| Irlande                  | 3                  |        |               |
| Pays-Bas                 | 4                  |        |               |
| Suède                    | 8                  |        |               |
| Norvège                  | 3                  |        |               |
| Europe                   | 3                  |        |               |
| Espagne                  | 3                  |        |               |
| Suisse                   | 3                  |        |               |
| Royaume-Uni              | 2                  |        |               |
| États-Unis Billboard 100 | 1                  |        |               |

## Reprises
- Le chanteur américain Marilyn Manson a sorti cette chanson dans sa demo White Trash Volume Three: Mr. Manson's Home Demos en 1996.
- Le rappeur Ma$e a samplé la chanson pour son album "Double Up", pour le titre "Stay Out of My Way" en 1999.
- Le titre a été repris pour la bande originale du film Fast and Furious interprété par Vita et Ashanti en 2001.
- La chanson du rappeur Jay-Z "Justify My Thug" est également une reprise de la chanson.
- Le groupe de musique électronique canadien Frontline Assembly a repris la chanson pour l'album hommage Virgin Voices Vol. 1.
- Le titre est samplé pour l'« Orthodox version » du single Mea Culpa (Part II), du groupe Enigma.